# 阿塔納修斯二世 (君士坦丁堡)
阿塔纳修斯二世（拉丁語：Athanasius II，?—1453年5月29日）被认为是君士坦丁堡陷落前的最后一任君士坦丁堡普世牧首。亚他那修据称于1450-1453年期间担任牧首，但是唯一写明他存在的文件是“君士坦丁堡圣索菲亚大教堂在1450年的委员会决议”——由于文中出现的时代错误而被广泛认为是伪造文书。当时，重大的宗教和经济危机摧毁了日益衰亡的帝国本身，而帝国实际控制的领土只到君士坦丁堡的城墙之内。
当代的学者们对他的存在表示质疑，并且提到倡导联合主义的牧首格里高利三世从1451年起居住在罗马，一直到奥斯曼帝国征服这座城市期间都保留了这座城市名义上的牧首职位。
根据找到的帝国大教堂的最后决议，阿塔纳修斯起初是君士坦丁堡圣母荣光修道院的院长，后来在废黜格里高利三世之后成为牧首。根据经常争论确立的说法，在出任君士坦丁堡的新任牧首，同时亚历山大、安提阿和耶路撒冷牧首在场的情况下，他确定了东方教会放弃与西方的联盟，而这是1439年费拉拉-佛罗伦萨会议隆重宣布过的。
阿塔纳修斯二世在圣索菲亚大教堂给都主教米特罗凡·基泽斯基，马卡里·尼科米季斯基和来自已经处在穆斯林监督下的尼西亚的新信徒行了按手礼。不过在那个时候，帝国已经宣布自己是奥斯曼苏丹的属国。有关牧首退位或死亡的资料没有保存下来，看来大概他和皇帝本人以及被征服城市中的大多数居民一样，在袭击发生时或之后立即遇难了。
不过，如果阿塔纳修斯在那场变故中确实是牧首的话，那他就是拜占庭帝国最后的相对独立自主的东正教会牧首了，因为接下来所有的牧首都是在经苏丹和/或其最亲密的圈子的同意下，以一种或另一种可行方式任命的。